# 激素原
激素原即激素的前体，一般是指蛋白质或肽类激素的前体，但也包括某些性激素的前体。肽类激素的前体常为表达抑制结构，且具有最小的激素效应，通常是通过蛋白质折叠和将额外的肽链结合到某些末端而产生的，这使得激素受体结合位于其肽激素链片段上的位点不可接近。 激素原可以作为失活形式的激素在血流中流动，准备好稍后通过翻译后修饰在细胞中被激活。
身体自然产生激素原作为调节激素表达的一种方式，使它们成为非活性激素的最佳储存和运输单位。 一旦需要表达激素原，前蛋白转化酶(Proprotein convertase)转化酶（一种蛋白质）就会裂解激素原并将其分离成一种或多种活性激素。  通常在自然界中，这种裂解过程会立即发生，并且激素原会迅速转化为一组一种或多种肽类激素。
如胰岛素原是胰岛素的无活性前体。日常中所说的“激素原”是指在运动界（通常是健美）中使用的用于增加合成代謝類固醇在体内中的含量而增加训练表现力的某些药物。

## 参看
- 前体药物